# Małgorzata Pritulak
Małgorzata Pritulak (ur. 21 czerwca 1947 w Warszawie) – polska aktorka teatralna i filmowa.

## Życiorys
Urodziła się w rodzinie Jerzego Pritulaka (1917–1974), uczestnika powstania warszawskiego, i Marii z Gliwiczów. Jest wnuczką Franciszka Gliwicza (1893–1964).
W 1970 roku ukończyła studia na PWST w Warszawie.
Na Festiwalu Polskich Filmów Fabularnych w 1974 roku zdobyła ex-aequo Nagrodę za pierwszoplanową rolę kobiecą (w filmach Jej portret i Chleba naszego powszedniego).

## Życie prywatne
Żona aktora Zdzisława Wardejna. Synowie: Przemysław i Franciszek.

## Kariera teatralna
- 1970–1974 Teatr Wybrzeże w Gdańsku
- 1975–1976 Teatr Dramatyczny
- 1978–1979 Teatr Narodowy
- 1983–1985 Teatr Ochoty
- 1985–1996 Teatr Nowy

## Filmografia
- 1969: Jak rozpętałem drugą wojnę światową jako Mirella
- 1972: Iluminacja jako Małgorzata, żona Franciszka
- 1973: Brzydkie kaczątko jako Irma
- 1974: Wiosna panie sierżancie jako Hela
- 1974: Najważniejszy dzień życia odc. Karuzela jako Helka, dziewczyna Franka
- 1974: Jej portret jako Danka Wisławska
- 1974: Chleba naszego powszedniego jako Krysia
- 1974: Bilans kwartalny jako Anna, koleżanka Marty z księgowości
- 1974: Historia pewnej miłości jako Halina Mączka, żona Edka
- 1975: Hazardziści jako Alka, córka Karasińskiego, dziewczyna Misiurskiego
- 1976: Próba ognia jako Kasia
- 1978: Wejście w nurt jako nauczycielka Anna
- 1978: Achillesferse (Pięta Achillesa, film prod. NRD) jako Anna
- 1979: Zielone lata jako matka Wojtka
- 1979: Lekcja martwego języka jako dróżniczka Liza Kut
- 1980: Bez miłości jako Anna Kłosińska, żona Piotra
- 1981: Stacja jako żona kolejarza
- 1981: Dreszcze jako matka Tadka
- 1984: To tylko Rock pracownica studia nagrań
- 1985: Kacperek jako mama
- 1987: Ballada o Januszku odc. 2 i 3 jako Kwiecińska, matka „zgwałconej” dziewczyny
- 1989: Odbicia jako Mączyńska, wykładowczyni Małgosi
- 1996: Słaba wiara jako laborantka
- 1998: Amok jako matka Maksa
- 2000: Życie jako śmiertelna choroba przenoszona drogą płciową jako pielęgniarka
- 2000: Skarby ukryte jako Ola, matka Joli
- 2005: Boża podszewka II jako pielęgniarka w szpitalu psychiatrycznym
- 2008: Trzeci oficer jako dziennikarka Jolanta Ładyńska (odc. 8)
- 2009: Miasto z morza jako Konkowa, żona Bernarda (film fabularny)
- 2009: Miasto z morza jako Konkowa, żona Bernarda (serial TV, odc. 2 i 4)
- 2011: Życie nad rozlewiskiem odc. 5 jako żona Straty
- 2018: Eter jako szefowa domu uciech

## Nagrody
- Nagroda na FPFF w Gdyni Najlepsza pierwszoplanowa rola kobieca: 1974: Jej portret i Chleba naszego powszedniego